# Latvijas Avīze
A Latvijas Avīze (magyarul: Lett Hírlap), 2003-ig Lauku Avīze (Vidéki Hírlap) lett nemzeti-konzervatív beállítottságú napilap. Lett nyelven jelenik meg hetente ötször, számos tematikus melléklettel. Szerkesztősége Rigában található.
1987-ben alapították Lauku Avīze néven, 1988 januárjától jelenik meg. Első főszerkesztője Voldemārs Krustiņš volt. A lapot kiadó AS Lauku Avīze cég 1991-ben alakult. Kezdetben hetilapként jelent meg. 2003-ban nevezték át Latvijas Avīze névre és akkor lett napilap. Jelenlegi főszerkesztője Linda Rasa. A lap példányszáma napjainkban 25 ezer. A kiadó cég 2017-ben nevet változtatott, napjainkban AS Latvijas Mediji néven működik.